# Qabiao (jezik)
Qabiao jezik (ISO 639-3: laq; ostali nazivi: Bendi Lolo, Ka Bao, Ka Beo, Ka Biao, KaBeo, Laqua, Pen Ti Lolo, Pu Péo, Pubiao, Pupeo), jedan od osam jezika kadajske podskupine yang-biao, kojim još govori 307 ljudi u Vijetnamu (2002 J. Edmondson) u provinciji Hà Giang. 
Na području Kine u Yunnanu živi 400 etničkih pripadnika naroda Ka Beo ili Qa Beo, kako sami sebe nazivaju ali oni danas, osim nekoliko staraca, govore drugim jezicima

## Vanjske poveznice
- Ethnologue (14th)
- Ethnologue (15h)
- The Laqua Language